# Awaous fluviatilis
Awaous fluviatilis es una especie de peces de la familia de los Gobiidae en el orden de los Perciformes.

## Morfología
Los machos pueden llegar a alcanzar los 1,7 cm de longitud total.

## Hábitat
Es un pez de clima tropical y demersal. 

## Distribución geográfica
Se encuentra en la India. 

## Observaciones
Es inofensivo para los humanos. 